# Union nationale des clubs professionnels de basket
L’Union des Clubs Professionnels de Basket (UCPB) est un syndicat patronal représentant les clubs français de basket-ball professionnels. Elle assure la défense et la promotion des intérêts des propriétaires des clubs.

## Histoire
Sur le modèle de l'UCPF (Union patronale des clubs professionnels de football), les présidents des clubs professionnels de basket-ball décident en mai 1995 de fonder l'UCPB. Gérard Maurice, président du club de Montpellier, est le président fondateur et passe très vite le témoin à son vice-Président, René Le Goff.
René Le Goff, par ailleurs président du PSG Racing Basket, devenu en 2000 le Paris Basket Racing, lance véritablement l'institution. De 1995 à 2000, il organise plusieurs symposiums, redéfinit le positionnement des clubs professionnels vis-à-vis des instances sportives, propose un plan de développement économique des clubs et jete les bases de la Convention Collective. Ayant abandonné la présidence du PBR en janvier 2001, il repasse la présidence de l'UCPB à Gérard Maurice.
Maurice assure la présidence en 2001 et passe le témoin en 2002 en raison de la disparition du club de basket de Montpellier. L'UCPB entre alors dans une phase de transformation, les clubs pouvant être désormais représentés par leurs managers généraux ou leurs directeurs exécutifs. C'est ainsi que Hervé Beddeleem, directeur exécutif du club de Gravelines-Dunkerque prend le relais courant 2002.
À la suite d'un différend avec certains présidents de club au sujet du passage de la Pro A de 16 à 18 clubs, il démissionne au début de l'année 2008.
C'est Jean-Pierre Goisbault, ancien président du Mans Sarthe Basket, qui lui succède à la tête de l'institution.

## Objectif
L'objectif de l'UCPB est de représenter les clubs professionnels de basketball masculin au sein d'un véritable syndicat patronal. La Ligue Nationale de Basketball (LNB) a pour vocation d'organiser les compétitions par délégation de la Fédération française de basket-ball (FFBB) mais n'a pas pour objet d'assurer le développement économique des clubs professionnels. L'UCPB doit donc intervenir dans tous les domaines sociaux et économiques permettant aux clubs professionnels d'assurer leur avenir d'entreprise.
Sous l'impulsion de Jean-Jacques Eisenbach, ancien Président de Nancy, l'UCPB a signé la convention collective du basketball professionnel masculin en juin 2005. Jean-Jacques Eisenbach, décédé en mars 2006, aura été le vice-Président le plus actif de l'UCPB. Pendant dix ans il a préparé la signature de cette convention, première réalisation concrète de l'UCPB en matière sociale.